# Chaux-Champagny
Chaux-Champagny település Franciaországban, Jura megyében. Lakosainak száma 73 fő (2022. január 1.). Chaux-Champagny Bracon, Salins-les-Bains, Ivory, Chilly-sur-Salins, Valempoulières és Pont-d’Héry községekkel határos.

## Népesség
A település népességének változása:
| Lakosok száma | 37   | 97   | 90   | 67   | 73   | 75   | 71   | 70   | 71   | 73   |
|               | 1968 | 1982 | 1990 | 2006 | 2013 | 2015 | 2017 | 2019 | 2020 | 2022 |